# Зондский шельф

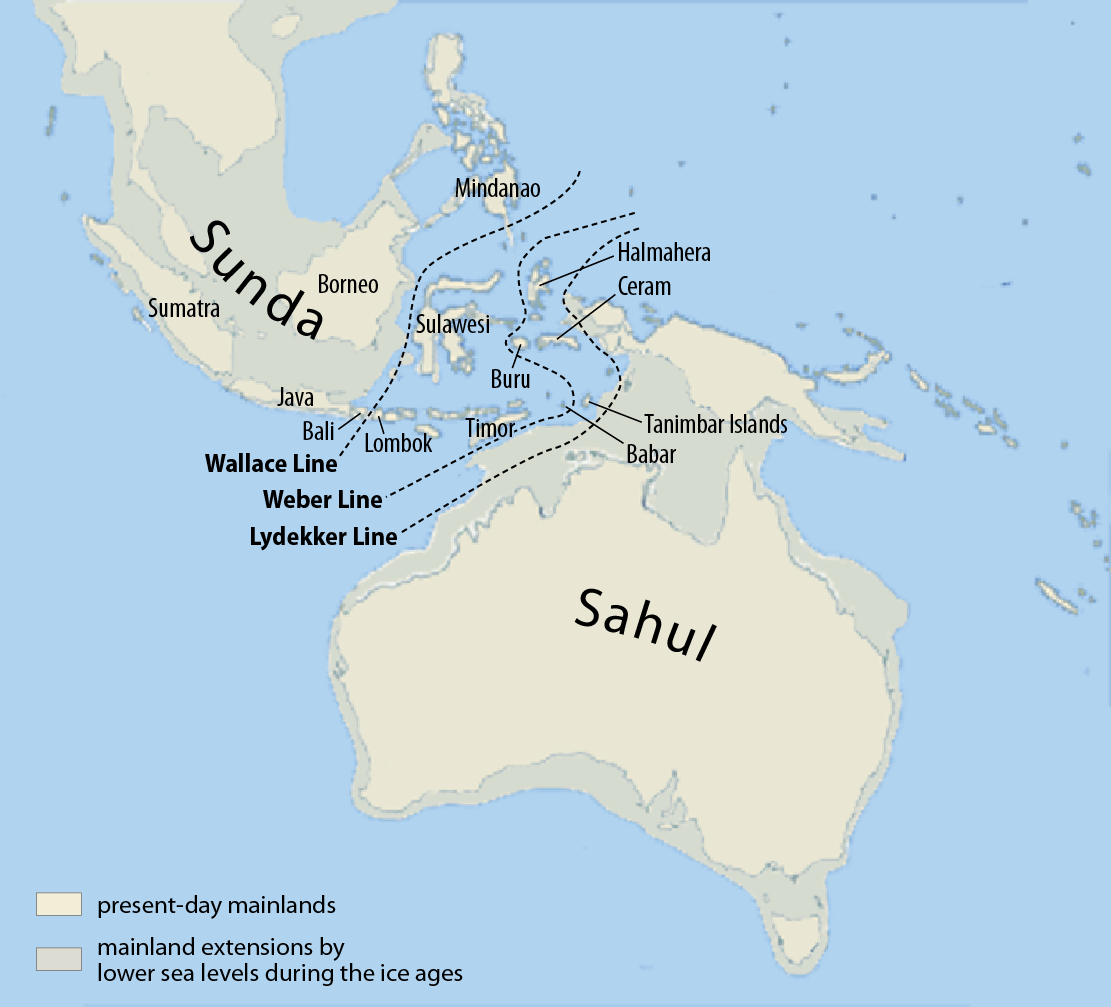
Карта Сахула и Сунды

Зондский шельф /ˈsʊndə/ — восточное продолжение континентального шельфа материковой части Юго-Восточной Азии. Основные массивы суши на шельфе включают Суматру, Калимантан, Яву, Мадуру, Бали и ряд более мелких островов.  Шельф занимает площадь около 1,85 млн км 2.  Глубины моря над шельфом редко превышают 50 метров, а на обширных участках — 20 метров, что приводит к сильному трению о дно и сильному приливному трению[неизвестный термин].  Крутые подводные уклоны отделяют Зондский шельф от Филиппин, Сулавеси и Малых Зондских островов.

## Определение
Биогеографически Сундаленд — регион Юго-Восточной Азии, охватывающий области азиатского континентального шельфа, которые были обнажены во время последнего ледникового периода. Сундаленд включал Малайский полуостров на материковой части Азии, а также крупные острова Калимантан, Ява и Суматра и окружающие их более мелкие острова. Те же самые крутые подводные градиенты, которые отмечают восточную границу Сундаленда, совпадают биогеографически с линией Уоллеса, предложенной британским натуралистом Альфредом Расселом Уоллесом, которая отмечает восточную границу фауны наземных млекопитающих Азии и является границей между Индомалайской и Австралазийской зонами.
Шельф образовался в результате тысячелетней вулканической активности и эрозии азиатской континентальной массы, а также накопления и уплотнения обломков вдоль окраин по мере подъема и падения уровня моря. 
Моря между островами покрывают относительно устойчивые древние пенеплены, характеризующиеся низкой сейсмичностью, низкими изостатическими гравитационными аномалиями и отсутствием действующих вулканов, за исключением Суматры, Явы и Бали, которые хотя и связаны с Зондским шельфом, но геологически относятся к молодой Зондской островной дуге.  В ледниковые периоды уровень моря падает, и огромные пространства Зондского шельфа обнажаются в виде заболоченной равнины. Повышение уровня моря во время колебаний, вызванных таянием льдов от 14 600 до 14 300 лет до настоящего времени, составило 16 метров за 300 лет. 
На нынешнем уровне море затапливает ряд древних плейстоценовых речных систем, которые покрывали большую часть Сундаленда во время последнего ледникового максимума 18 000–20 000 лет назад. 
К востоку от Зондского шельфа находится шельф Сахул. Эти два мелководных региона разделяет Уолессия, которая включает в себя Сулавеси и тысячи более мелких островов, составляющих Нуса-Тенгара и Молукку. В Уоллесии находятся одни из самых глубоких морей в мире с отметками глубин до 7000 метров. Находясь между Бали и Ломбоком, Борнео и Сулавеси, Уоллесия отмечена переходной зоной флоры и фауны, впервые описанной Альфредом Расселом Уоллесом. Сложная история образования островов на шельфе Зонда и изменение сухопутных связей с материковой частью Юго-Восточной Азии привели к высокой степени эндемизма и местными неоднородностями распределения видов.
Обнажение шельфа Зонда во время эвстатических изменений уровня моря влияет на колебания Эль-Ниньо. 
У. Эрл (W. Earle) в 1845 г. был первым, кто описал общие черты шельфов Сунда и Сахул, которые он назвал «Великой азиатской банкой» и «Великой австралийской банкой» соответственно. 

## Затопленные речные системы

Рисунок предполагаемых береговых линий в Юго-Восточной Азии и ныне затопленных речных систем. На этом рисунке предполагается уровень моря -120 м по сравнению с сегодняшним днем. Этот уровень был достигнут примерно 17 000 лет назад. Предполагаемые русла рек основаны на рельефе морского дна в этом районе

Древние речные системы Зондского шельфа представляют собой обширные затопленные речные системы, которые являются подводным продолжением современных рек. В самый засушливый период эпохи плейстоцена (около 17 000 лет назад) существовали четыре водосборных бассейна, которые формировали речные системы Малакки, Сиама и Зонда. 
Речная система Сиама состоит из северного и западного рукавов. Северный рукав простирается от реки Чао Прайя до Сиамского залива. Западный рукав, образующийся из нескольких рек в центральной части Суматры, протекает через Сингапурский пролив, а затем соединяется с северным рукавом и впадает в Южно-Китайское море к северу от острова Северная Натуна.
Речная система Малаккского пролива образована слиянием рек северо-восточной Суматры и западной части Малайского полуострова, впадающих в Андаманское море.
Речная система Северной Зонды, также известная как речная система Великого Зондао или речная система Моленграафа, была названа в честь голландского биолога и геолога, который много путешествовал по региону в конце 19 века и впервые предположил существование этой речной системы на основе наблюдений на Борнео.  Река, берущая начало между островом Белитунг и Борнео, текла в северо-восточном направлении, где собирала воды из некоторых рек Центральной Суматры и рек Западного и Северного Борнео, а затем впадала в Южно-Китайское море между Северным и Южным островами Натуна.  
Наконец, речная система Восточной Зонды собирала воду в северной Яве и южной части Борнео, текла в восточном направлении между Борнео и Явой и впадала в Яванское море. 

## Внешние ссылки
- Voris, H., and C. Simpson, 2000 and 2006,  The Field Museum, Chicago, Illinois.